# شیفت شب (فیلم ۱۳۹۳)
شیفت شب فیلمی به کارگردانی و تهیه‌کنندگی نیکی کریمی و نویسندگی نیکی کریمی و علی اصغری ساخته سال ۱۳۹۳ است. این فیلم مسائل و مشکلات جامعه ایران را در زمان تحریم‌های علیه این کشور به تصویر می‌کشد.
ایده اولیه این فیلم بر اساس طرحی از محمود آیدن در مهر ۱۳۹۲ شکل گرفته که نیکی کریمی اقدام به نوشتن فیلمنامه این فیلم بر اساس این طرح کرد. فیلمبرداری این فیلم در مهر ۱۳۹۳ در تهران شروع شد و در ۴۵ روز، انجام گرفت. این فیلم در ۲۷ آبان ۱۳۹۴ در سینماهای ایران اکران شد.

## خلاصه داستان
این فیلم داستان زنی به نام ناهید است که در اثر تغییر رفتار همسرش و خبرهایی که از دوستان او می‌شنود به او شک می‌کند و به دنبال او می‌رود و متوجه می‌شود که شوهرش به دلیل برداشت مبلغ زیادی از حساب شرکت (۵۰۰ میلیون)، اخراج شده و در آژانسی که کار می‌کرده نیز مبلغ ۳۰ میلیون تومان نزول گرفته و به دنبال شریکیش که از او کلاه‌برداری کرده می‌گردد. همسر ناهید مدتی ناپدید می‌شود و در این مدت ناهید و برادر همسرش مبلغ نزول گرفته شده و بدهی شرکت را باز پس می‌دهند و او را می‌یابند تا به خانه بازگردانند.

## بازیگران
| بازیگر          | نقش            | توضیحات              |
| --------------- | -------------- | -------------------- |
| محمدرضا فروتن   | فرهاد هاشم‌زاده | همسر ناهید           |
| لیلا زارع       | ناهید جباری    | همسر فرهاد           |
| امیرحسین آرمان  | فرید هاشم‌زاده  | برادر فرهاد          |
| امیر آقایی      | رحیم           | دوست فرهاد           |
| گوهر خیراندیش   | عزیز           | مادر ناهید و نوشین   |
| سحر قریشی       | نوشین          | خواهر ناهید          |
| نیکی کریمی      | رؤیا           | همسایه ناهید         |
| ترلان پروانه    | سارا           | دختر رؤیا            |
| حسین پاکدل      | سرمدی          | رئیس شرکت            |
| اکبر رحمتی      | پرویز عبدی     | دوست فرهاد/شوهر اکرم |
| سعیده عرب       | اکرم عبدی      | همسر پرویز           |
| سارا سهیلی      |                | خیاط                 |
| مینا سلیمی      | مینا           |                      |
| آتیلا حجازی     |                | شوهر جدید رؤیا       |
| یاس نوروزی      | باران هاشم‌زاده | دختر فرهاد و ناهید   |
| نبات میراحمدیان | یگانه          | دختر حسن و نوشین     |
| شایان خلیلی     |                | پسر نوجوان           |

## سی و سومین جشنواره فیلم فجر
| قسمت                     | نامزد      | نتیجه | جایزه        |
| ------------------------ | ---------- | ----- | ------------ |
| بهترین بازیگر نقش اول زن | لیلا زارع  | برنده | دیپلم افتخار |
| جایزه ویژه هیئت داوران   | نیکی کریمی | برنده | دیپلم افتخار |